# 双松桃子
双松 桃子（ふたまつ ももこ、1995年6月27日 - ）は、日本の料理研究家・タレント。血液型O型。大阪府出身。エイベックスマネジメントでタレント活動後、2021年からリュウジの弟子としてバズレシピに所属する。モテ料理研究家として活躍中。

## 経歴
- 横浜DeNAベイスターズ 沖縄キャンプリポーター(2017年春・秋)
- Jリーグのサッカーチーム ジェフユナイテッド市原・千葉 オフィシャルプロモーションチーム「アキュアマーメイド[1]」メンバー(2017年 - 2019)リポーター、公式応援ソングなど

## 出演

### モデル
- 神戸コレクションA/W（2016年9月）
- 関西コレクションS/S（2017年3月）
- 関西コレクションA/W（2017年10月）
- cafe&pancake gram（2017年）モデル

### CM
- studioNADESIKO 成人式編（2016年）
- JR西日本（2016年）
- JR東日本国内ツアー ダイナミックTYO にらめっこ編（2018年）
- JR東日本国内ツアー ダイナミックTYO 自由におトクに女子旅 in TOKYO（2018年）
- コーセースポーツビューティ「絶対やかない！（モデル篇）」（2018年）
- コーセースポーツビューティ「絶対やかない！（アーティスト篇）」（2018年）
- 楽天チケットミオヤマザキ LIVE tour（2018年）
- MEGAEGG「みんなハッピー篇」(2018年)
- マルハン 「兵庫家01」（2019年）
- マルハン 「兵庫家02」（2019年）

### 舞台
- 恋するアンチヒーロー（2017年10月、新宿スターフィールド） - ヒロイン・奈々 役[2]
- THE REALITY〜not realistic〜（2017年11月、アトリエファンファーレ東新宿）[3]
- ONLY SILVER FISH（2018年1月、紀伊國屋ホール） - リリィ 役[4]
- 隣のボブジャックときのこちゃんシアター〜ノッキンオンヘブンズきのこ〜（2018年5月、シアターKASSAI） - ぷーちゃん 役
- HERO〜2019 夏〜（2019年7月、ヒューリークホール東京） - ヒーローPINK 役
- 白と黒の忘年会（2019年10月、シアターサンモール） - シャーリー 役
- 佐渡島他吉の生涯（2020年5月 - 6月、PARCO劇場 / NHKホール）

### ドラマ
- 心霊呪殺 死返し編（2017年、エンタメーテレ）第5・6話 - さおり 役[5]
- ラブホの上野さん season2（2017年、フジテレビ）第2話
- 快感インストール（2020年、dTV） - ナナミ 役

### 映画
- イマジネーションゲーム（2018年夏公開）- 中西美穂 役
- ONLY SILVER FISH（2018年秋公開） - ドーナツを食べる女 役[4]
- 一人の息子（2018年夏公開） - 大石亜衣 役[6]
- いまいち萌えない娘 THE MOVIE（2019年公開） - 今井知佳 役
- HERO（2020年6月19日公開） - ヒーローPINK 役

### 音楽
- WIN BY ALL!  アキュアマーメイド[7][8]

### ラジオ
- FM FUJI 「ザブングル松尾の音笑」（2016年）パーソナリティ
- 渋谷クロスFM「ピーチなFRIDAY」（2019年 - 2020年）メインパーソナリティー
- 渋谷クロスFM「宮☆桃ラジオ」（2020年 - ）メインパーソナリティー
- 渋谷クロスFM「はらぺこバズラジオ」（2021年9月 - ）リュウジとメインパーソナリティー